# Enchocrana oxystoma
Enchocrana oxystoma là một loài bướm đêm trong họ Geometridae.